# Labramia bojeri
Labramia bojeri är en tvåhjärtbladig växtart som beskrevs av A.Dc. Labramia bojeri ingår i släktet Labramia och familjen Sapotaceae. Inga underarter finns listade i Catalogue of Life.